# Світлотривкість
Світлотривкість (рос. светостойкость, англ. light resistance, [light fastness]) — здатність речовин витримувати протягом певного часу дію світла без помітних змін властивостей, кількісним критерієм чого є час експозиції, протягом якого відбувається певна зміна заданих властивостей в стандартизованих умовах. Пр., світлотривкість барвників.